# Arche (album)
Pour les articles homonymes, voir Arche.
Albums de Dir En Grey
The Unraveling
(2013) The Insulated World
(2018)
Singles
1. Rinkaku
Sortie : 19 décembre 2012
2. Sustain the Untruth
Sortie : 22 janvier 2014

Arche (stylisé ARCHE, qui signifie « l'origine » en grec) est le neuvième album studio du groupe de rock japonais Dir En Grey, sorti le 10 décembre 2014.

## Liste des titres
Toutes les paroles sont écrites par Kyo, toute la musique est composée par Dir En Grey.
| 1.  | Un deux                      | 3:33 |
| 2.  | Soshaku (咀嚼)               | 4:10 |
| 3.  | Uroko (鱗)                   | 4:03 |
| 4.  | Phenomenon                   | 4:01 |
| 5.  | Cause of Fickleness          | 3:26 |
| 6.  | Tōsei (濤声)                 | 5:31 |
| 7.  | Rinkaku (輪郭)               | 5:44 |
| 8.  | Chain Repulsion              | 2:49 |
| 9.  | Midwife                      | 4:12 |
| 10. | Magayasō (禍夜想)            | 4:26 |
| 11. | Kaishun (懐春)               | 4:22 |
| 12. | Behind a Vacant Image        | 4:59 |
| 13. | Sustain the Untruth          | 4:25 |
| 14. | Kūkoku no Kyōon (空谷の跫音) | 5:48 |
| 15. | The Inferno                  | 3:15 |
| 16. | Revelation of Mankind        | 3:23 |

| 1. | and Zero (Instrumental Track)              | 2:25 |
| 2. | Tefutefu (てふてふ)                        | 4:48 |
| 3. | SUSTAIN THE UNTRUTH                        | 6:16 |
| 4. | Unraveling (Remix Version)                 | 3:33 |
| 5. | Soshaku (咀嚼) (version acoustique)        | 5:03 |
| 6. | Uroko (鱗) (version crossover)             | 3:39 |
| 7. | Behind a Vacant Image (version acoustique) | 5:55 |

| 1. | Un deux (Shot in One Take)                             |  |
| 2. | Chain Repulsion (Shot in One Take)                     |  |
| 3. | Live footage from Tour14 Psychonnect -Mode of ”Gauze”? |  |
| 4. | Bonus Material                                         |  |